# Mary Anjelay Pelaez
Mary Anjelay Pelaez (31 de agosto de 1992) es una deportista filipina que compitió en taekwondo. Ganó una medalla de bronce en los Juegos Asiáticos de 2014, y una medalla de bronce en el Campeonato Asiático de Taekwondo de 2014.

## Palmarés internacional
| Juegos Asiáticos    | Juegos Asiáticos        | Juegos Asiáticos  | Juegos Asiáticos |
| Año                 | Lugar                   | Medalla           | Categoría        |
| ------------------- | ----------------------- | ----------------- | ---------------- |
| 2014                | Incheon (Corea del Sur) | Medalla de bronce | –46 kg           |
| Campeonato Asiático |                         |                   |                  |
| Año                 | Lugar                   | Medalla           | Categoría        |
| 2014                | Taskent (Uzbekistán)    | Medalla de bronce | –46 kg           |